# 红冠川木香
红冠川木香（学名：Dolomiaea lateritia）为菊科川木香属的植物，是中国的特有植物。分布于中国大陆的西藏自治区等地，目前尚未由人工引种栽培。